# Утманово
Утма́ново (рос. Утманово) — село у складі Підосиновського району Кіровської області, Росія. Адміністративний центр Утмановського сільського поселення.
Населення становить 413 осіб (2010, 534 у 2002).
Національний склад станом на 2002 рік — росіяни 98 %.